# Joss Christensen
Joss Christensen (n. 20 decembrie 1991, Salt Lake City, Utah, SUA) este un sportiv ce a reprezentat Statele Unite ale Americii, medaliat olimpic. A participat la o ediție a Jocurilor Olimpice (2014) în care a câștigat o medalie de aur.

## Participări
Lista de mai jos prezintă principalele competiții la care a participat Joss Christensen de-a lungul carierei.
- freestyle skiing at the 2014 Winter Olympics – men's slopestyle[*]